# T-4号鱼雷艇
T-4号（德語：T 4）是纳粹德国战争海军于1930年代建造的十二艘1935级鱼雷艇的四号艇。它于1940年第二次世界大战期间竣工，并于同年11月参与了一次在苏格兰沿岸袭击几支船队的未遂行动。1941年和1942年，该艇曾为途经英吉利海峡的数艘破交舰护航，也曾在“海峡冲刺”行动中协助护送两艘战列舰和一艘重巡洋舰穿越海峡返回德国。T-4号于1943年被分配至鱼雷学校，一年后又被调往波罗的海。战后，它作为战争赔款被割让予美国，几年后又转售至丹麦。由于丹麦皇家海军从未使用，该艇遂于1951年至1952年间遭拆解报废。

## 设计及装备
1935级是纳粹德国战争海军为满足《伦敦海军条约》600長噸（610公噸）排水量要求而对高速、远洋鱼雷艇作出的一次不成功的设计尝试，因为此类小型舰艇不计入国家总吨位限制。T-4号全长84.3米，水线长82.2米；1941年重建艇艏以提高耐波性后，全长则增至87.1米。它有8.62米的舷宽以及平均2.83米的吃水深度，标准排水量实际为859長噸（873公噸）、满载排水量则可达1,108長噸（1,126公噸），超出了设计限制。该艇搭载有两组瓦格纳齿轮传动蒸汽轮机，各负责驱动一副三叶螺旋桨，设计功率为31,000匹軸馬力（23,000千瓦特）。过热蒸汽由四台高压水管锅炉供应，可推动艇只以35節（65每小時）的速度航行。T-4号最多可贮存200吨燃料油，能够以19節（35每小時）的速度的巡航1,200海里（2,200）。艇只的标准船员编制为6名军官和113名水兵。
竣工时，1935级鱼雷艇在艇艉装备有一门105毫米32式速射炮作为主炮。防空系统则包括以背负形式架设在105毫米炮上方的一门37毫米30式高射炮，以及安装在舰桥翼台的两门20毫米30式高射炮。它们还在两座水面三联装挂架上安装有六具500毫米鱼雷发射管，并可携带多达30枚水雷（天气良好时可携带60枚）。许多同级艇在竣工前便已将37毫米炮换装为额外的20毫米炮、深水炸弹和扫雷切割器。战争后期的增建仅限于安装雷达、雷达探测器和额外的高射炮，通常是以牺牲艇艉鱼雷发射管挂架为代价。

## 服役历史
T-4号的建造合同于1935年11月16日发包予希肖公司，自1936年12月29日起在其设于埃尔宾的造船厂铺设龙骨，建造序列为1383。它于1938年9月15日下水，1940年5月27日入役。该艇的调试工作一直持续到10月，随后加入第2鱼雷艇区舰队被调派至挪威执行护航任务。到11月，第1和第2鱼雷艇区舰队均已移驻挪威斯塔万格。德国人通过空中侦察于11月初发现了两支盟军沿海护航队，战争海军估计它们将于11月7日凌晨通过苏格兰的金奈尔德角。由T-4号及其姊妹艇T-1、T-6、T-7、T-8、T-9和T-10号组成的两支区舰队遂于11月6日起航，试图穿过英国雷区的缺口，在第二天凌晨02:00左右拦截护航队。然而，英国人已在德国人不知情的情况下将雷区进一步向北扩展，使得T-6号在午夜后不久便触雷沉没。T-7和T-8号救起幸存者，行动被迫终止。T-4号于1941年2月开始接受改装，并一直持续至9月，之后被派往西线。
1941年11月16日，T-4、T-7及其姊妹艇T-12号从丹麦哥本哈根出发前往法国瑟堡，与破交舰彗星号会合。鱼雷艇群于25日抵达、彗星号则于次日抵达瑟堡。这些舰艇于当晚出发，次日清晨抵达勒阿弗尔，计划在那里等待夜幕降临后穿越英吉利海峡。英国人发现了它们，并于28日派出鱼雷快艇在布洛涅和敦刻尔克之间实施拦截。在这次非常混乱的夜间行动中，T-12号曾多次意外击中T-4号，造成数人受伤；其中一艘英国鱼雷快艇则以机炮扫射T-4号的舰桥，使包括后者艇长在内的4人受伤；而一艘护航扫雷舰发射的一枚照明弹哑火，却卡在T-4号的前部鱼雷挂架上，炮弹碎片穿透2号锅炉舱的蒸汽管道，导致其最高速度降至24節（44每小時）。尽管遭到袭击，彗星号依然成功突围，驶入大西洋。12月3日，T-4、T-7和T-14号在希利希锚地与破交舰索尔号、T-2和T-12号会合。当天晚些时候，它们开始护送索尔号穿越英吉利海峡。由于大雾延误，这些舰艇直到15日才到达法国的布雷斯特，而索尔号则继续向大西洋进发。
作为“海峡冲刺”行动筹备工作的一部分，战争海军用四联装20毫米高射炮替换了T-4号的艉部鱼雷发射管，并在艇艏增设了一具单装20毫米高射炮，以强化其防空能力。1942年2月12日上午，第2和第3鱼雷艇区舰队（分别为T-4、T-2、T-5、T-11、T-12、T-13、T-15、T-16和T-17号）与战列舰格奈森瑙号、沙恩霍斯特号以及重巡洋舰欧根亲王号会合，并成功护送它们穿越英吉利海峡回到德国。T-4号的鱼雷发射管后来被替换，惟四联装高射炮可能已移至艇尾的背负式位置，且其艇首炮可能也得到保留。7月20日至22日，由T-4、T-10、T-13和T-14号组成的第3鱼雷艇区舰队在英吉利海峡布设了两处雷区。该区舰队的T-4、T-10、T-14和T-19号又于10月13日至14日试图护送彗星通过海峡，却以失败告终。它们遭到由五艘护卫驱逐舰和八艘鱼雷快艇组成的英国编队拦截，后者击沉了破交舰，并重创T-10号。另一方面，T-4号被彗星号机炮的流弹击中，造成数人受伤。
T-4号自1943年1月开始在威悉明德接受改装，并持续至5月11日，之后被分配到鱼雷学校。它于1944年3月至6月进行大修，继而移驻波罗的海。年底，T-4号与幸存的姊妹艇T-1、T-3和T-8号一同被编入第2鱼雷艇区舰队。1945年末，当盟军瓜分德国海军幸存舰艇时，T-4号被割让予美国。美国海军对它不感兴趣，遂于1948年6月18日将其转售至丹麦，用作鱼雷快艇的领舰。然而，该艇从未在丹麦皇家海军实际服役，而是于1950年至1951年间拆解报废。